# Eudalaca gutterata
Eudalaca gutterata is een vlinder uit de familie wortelboorders (Hepialidae). De wetenschappelijke naam van deze soort is voor het eerst geldig gepubliceerd in 1942 door Janse.
De soort komt voor in tropisch Afrika.